# Most ulice K výtopně
Most ulice K výtopně je stavba v Praze-Zbraslavi, kterou ulice K výtopně překonává ulici Strakonickou, jež je v těch místech součástí silnice I/4.
S ohledem na jeho technický stav bylo rozhodnuto o provedení celkové rekonstrukce spočívající ve stržení mostu stávajícího a vybudování nového. Od 24. listopadu 2019 tak nemohla veřejnost přemostění využívat a o šest dní později během noci z 30. listopadu na 1. prosince došlo ke stržení mostu. Úkon si vyžádal úplné uzavření Strakonické ulice. Celkově demoliční práce trvaly od 11. listopadu 2019 do 7. ledna 2020.
Nové přemostění s konstrukcí vysokou 33,5 metru a širokou 9,6 metru, navíc neobsahující žádný středový pilíř, navrhla společnost Pontex. Vlastní stavbu pak od 9. července 2020 realizovala firma OHL ŽS. Ačkoliv podle původních předpokladů měl být nový most hotov do konce září roku 2020, nakonec se jeho stavba protáhla až do prosince toho roku. První automobily na něj mohly vjet 11. prosince 2020. Oprava si vyžádala finanční náklady ve výši 33 milionů korun českých.